# Franz Daniel von Schwachheim
Franz Daniel Schwachheim (getauft 26. April 1708 in Herzberg am Harz, Kurfürstentum Hannover; † frühestens 1794 unter unbekannten Umständen), seit 1770 Freiherr von Schwachheim, war Apotheker in Lausanne, Besitzer von Bad Schinznach und Gastgeber der Helvetischen Gesellschaft.

## Leben

### Herkunft aus Niedersachsen
Sein Vater Georg (1661–1710) hatte die Obermühle in Herzberg am Harz in Pacht. Schwachheims Mutter Katharina Elisabeth war eine geborene Becker. In der Familie gab es mehrere lutherische Geistliche. Schwachheims ältester Bruder Johann Georg (1697–1771) wurde Superintendent in Hedemünden und Verfasser landwirtschaftlicher Schriften. Ein Cousin des Vaters, Pastor Jakob Schwachheim (1644–1726) in Hattorf am Harz, korrespondierte mit Leibniz. Ein Sohn eines anderen, zum katholischen Glauben übergetretenen Cousins des Vaters, Joseph Peter Schwachheim (1707–1775), brachte es zum kaiserlich-königlichen Botschafter in der Türkei und zum Reichsgrafen, sein Bruder Dr. med. Gabriel Franz Schwachheim († 1771) zum Reichsfreiherrn.

### Einheirat in das Berner Patriziat
Schwachheim erlernte den Beruf eines Apothekers, der damals noch kein Hochschulstudium erforderte. Ab 1728/29 arbeitete er in Bern. Dort schwängerte er die Tochter seines Arbeitgebers, Marianne Wyttenbach (1709–1760). Da Mariannes Patenonkel dem Kleinen Rat von Stadt und Republik Bern angehörte, betrachtete ihr Vater die Verbindung als Mésalliance. In deren Legalisierung willigte er erst 1730 ein, als Marianne niedergekommen war und sich das Chorgericht (Sittengericht) mit der Angelegenheit befasste.

### Apotheker in Lausanne

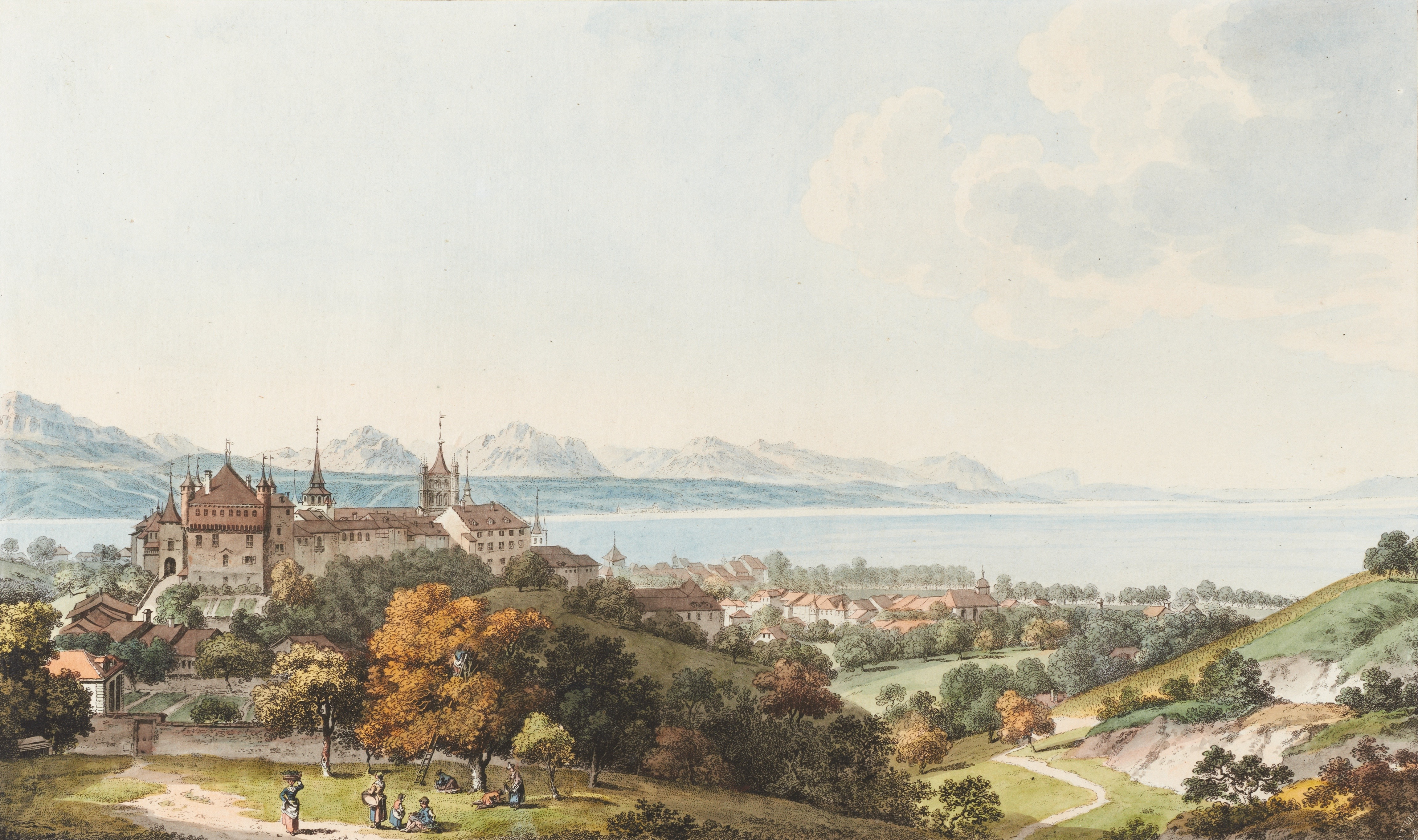
Lausanne (1773–1775).

1734–1762 betrieb Schwachheim eine eigene Apotheke in Lausanne. 1736 erwarb er dort das Bürgerrecht. Er betätigte sich – mit angemasstem Doktortitel – auch als Arzt. So behandelte er 1752 den erblindeten Landvogt von Lausanne Samuel Mutach. Er wurde Besitzer von Rebgütern in Gilly im Weinbaugebiet La Côte und in Lutry im Lavaux.

### Leibarzt bayerischer Herzöge
Auf ungeklärtem Weg trat Schwachheim in den Dienst des Hauses Bayern. Er nannte sich Leibarzt von Kardinal Johann Theodor von Bayern (1703–1763), Fürstbischof von Regensburg, Freising und Lüttich, und von Clemens Franz Herzog in Bayern (1722–1770), der den bayerischen Hofkriegsrat präsidiert hatte. Spätestens 1755 wurde er Hofrat des Kardinals.

### Besitzer von Bad Schinznach

Bad Schinznach wurde im 18. Jahrhundert meist Habsburger Bad genannt (1744).

Durch seine Schwiegermutter – eine Tochter des Malers Johannes Dünz (1645–1736) aus Brugg – besaß Schwachheim Beziehungen zum Berner Aargau. Dadurch konnte er 1759 von Abraham Morell (1720–1794) Bad Schinznach kaufen, mit dessen Besitz die Frevelgerichtsbarkeit verbunden war. Das in der Kirchgemeinde Birr (Hofmeisterei Königsfelden) gelegene Modebad wurde damals meist nach der nahegelegenen Stammburg des Hauses Österreich Habsburger Bad genannt. Schwachheim betrieb es durch Pächter. Er war dort aber auch als Kurarzt tätig. Er führte Analysen des Thermalwassers durch und verfasste (verlorene) chemische und medizinische Arbeiten.

### Gastgeber derHelvetischen Gesellschaft
Ab 1762 versammelte sich im Bad jeweils in der Woche vor Pfingsten die neu gegründete Helvetische Gesellschaft. Frankreichs Diplomatie soll in ihr „eine beständige Conspiration gegen die Eingriffe der Französischen Macht in der Schweitz“ gesehen haben. Neben der Lage zu Füssen der Habsburg dürfte die Gründer der Gesellschaft die gute Führung des Bades durch den aus Nürnberg stammenden Johann Ulrich Kleindorf (1722–1795) angezogen haben, dem es Schwachheim 1762–1765 verpachtete. Schwachheim selber hingegen wurde von Johann Georg Zimmermann 1765 in einem Brief an Albrecht von Haller als der unverschämteste und unwissendste Scharlatan bezeichnet, den er kenne.

### Erhebung in den Freiherrenstand
Schwachheims Sohn Franz Rudolf (1731–1804) wurde in Halle zum Dr. med. promoviert und trat als Leibarzt in die Fussstapfen des Vaters. Er heiratete einen Schützling des Kurfürsten Maximilian III. Joseph von Bayern. 1767 wurde er wirklicher Hofrat, 1770 bayerischer Resident in der Schweiz mit Sitz in Schaffhausen. Der Kurfürst erhob darauf auch Schwachheim und dessen erwähnten Bruder Johann Georg mit allen Nachkommen in den bayerischen Freiherrenstand. 1772–1774 war Franz Rudolf bayerischer Minister in Berlin.

### Verschwägerung mit der Familie Renner
Schwachheims Tochter Henriette (1746–1802) heiratete 1770 Johann Anton Renner (1743–1800) aus Nidau. Dessen Halbbruder Sigmund von Renner (1727–1800) gehörte als Adjutant von Feldmarschall Lacy zur Umgebung Kaiser Josephs II. 1773 trat Schwachheim das Habsburger Bad dem Schwiegersohn ab, der es fortan selber bewirtschaftete. Dies hinderte Schwachheim nicht daran, dort weiterhin Wunderkuren durchzuführen. 1777 wurde er in die Helvetische Gesellschaft aufgenommen.

### Auswanderung der Söhne nach Bayern
Franz Rudolf war 1775 auf den Posten in Schaffhausen zurückgekehrt. 1778 aber beschloss der neue Kurfürst Karl Theodor, die Gesandtschaft in der Schweiz aufzuheben und Franz Rudolf zu pensionieren. Als standesgemäßen Wohnsitz für den Sohn erwarb Schwachheim darauf in der Grafschaft Baden die Herrschaft Baldingen und Böbikon, die er bis 1786 behielt. Vor Franz Rudolfs Wegzug aus Schaffhausen wurde publik, dass dieser dort eine 11- oder 12-jährige Haushaltshilfe vergewaltigt habe. Zwar stellte ihm der Rat der Stadt – wohl im Interesse des einträglichen Salzhandels mit Bayern – einen Persilschein aus, doch könnte die Affäre dazu beigetragen haben, dass die Helvetische Gesellschaft ihre Versammlungen 1779 nach Olten verlegte. Erst 1781 wurde Franz Rudolf als Oberlandesregierungsrat wieder in den aktiven Staatsdienst aufgenommen. Maximilian IV. Joseph versetzte ihn 1799 in den Ruhestand.
Schwachheims jüngerer Sohn Friedrich (1752–1828) wurde 1769 bayerischer Fähnrich. Ab 1791 leitete er die Militärakademie in München, ab 1801 im Range eines Obersten. 1818 heiratete er Josepha Reichsfreifrau von Dürsch geborene Reichsfreiin von Valentin (1768–1851).

### Verkauf des Bades
1783 heiratete Renners Schwester Marianne (1747–1823) den reichsten Aarauer, Johann Rudolf Meyer (1739–1813). Dieser präsidierte 1792 als erster Untertan die Helvetische Gesellschaft. Der 84-jährige Schwachheim soll damals noch wie ein 50-jähriger ausgesehen haben. 1794 war er Pate eines Urenkels. Er starb aber vermutlich, bevor Renner das Habsburger Bad 1796 verkaufte.

### Nachkommen
Das Ehepaar Schwachheim-Wyttenbach hatte etwa sechzehn Kinder, von denen aber nur fünf das Erwachsenenalter erreichten. Außer den erwähnten Franz Rudolf, Henriette und Friedrich hatte auch die mit der Familie des Dichters Eduard Mörike (1804–1875) verschwägerte Lisette verheiratete Mörike (1742–1808) Nachkommen, nicht aber die Pfarrersfrau Marianne verheiratete Scheurer (* 1733).